# Leite desnatado
O leite desnatado ou leite magro é o leite do qual a gordura (na forma de nata) foi eliminada mediante centrifugação. A gordura eliminada pode ser comercializada como nata ou manteiga.